# Samostan Alaverdi
Samostan Alaverdi (gruzijsko: ალავერდის მონასტერი) je samostan vzhodne  gruzinske pravoslavne cerkve oddaljen 25 km od kraja Akhmeta, v regiji Kaheti v vzhodni Gruziji. Medtem ko deli samostana segajo v 6. stoletje, je današnjo stolnico v 11. stoletju zgradil Kvirike III. Kahetski in nadomestil starejšo cerkev svetega Jurija.
Samostanska cerkev je na poskusnem seznamu za uvrstitev med Unescovo svetovno dediščino.

## Zgodovina
Samostan je ustanovil asirski menih Jožef (Yoseb, Amba) Alaverdeli, ki je prišel iz Antiohije in se naselil v Alaverdiju, takrat majhni vasi in nekdanjem poganskem verskem središču, posvečenem Luni. 
Z višino več kot 55 m je bila stolnica Alaverdi najvišja verska zgradba v Gruziji, vse do postavitve stolnice sv. Trojice v Tbilisiju, ki je bila posvečena leta 2004. Vendar je njena celotna velikost manjša od Stolnica sv. Chovelija (Sveti'choveli) v  Mcheti. Samostan je središče vsakoletnega verskega praznovanja Alaverdoba. Ker leži v osrčju najstarejše vinske regije na svetu, izdelujejo tudi svoje vino, znano kot samostanska klet Alaverdi.

## Opis
Samostan od daleč je videti strog, kot trdnjava. Cerkev obvladuje okoliško pokrajino v rodovitni rečni dolini z ozadjem Kavkaškega gorovja. Ima tloris grškega križa s tremi apsidami, vrisanimi v pravokotnik. Na zahodnem delu stavbe so galerije na drugem nivoju stranskih ladij. Notranjost stolnice je izjemno impozantna. Zunaj je brez okrasja, na fasadah so za okras monumentalne slepe arkade in niše, ki celotni zgradbi dajejo zračnost spomenika in slovesnosti. Stene so zgrajene iz poljskega kamna in obložene s klesanci iz kamna širimi - gruzijski travertin ali apnečast tufa iz gore Širimi v Visokem Kavkazu, ki je zdaj že dobro erodiran. Na območju, ki ga obdaja utrjen zid, so stanovanjske hiše, samostan, vinske kleti, kopeli in druge zgradbe.
V notranjosti skrivajo prostrana območja vinogradov, v katerih raste več kot sto sort grozdja; kamnite stopnice vodijo do odprtih dvorišč; monumentalni loki in visoki stropi razkrivajo starodavne napise in skorajda zbledele freske Device in otroka.
Tukaj, v samostanski vinski kleti, menihi izdelujejo vino tako, kot ga izdelujejo v Gruziji že več kot 8000 let, v velikanskih glinenih amforah, zakopanih v zemljo, imenovanih qvevri. Prvotni qvevri iz 11. stoletja so še vedno na ogled. Tu je tudi tradicionalna lesena stiskalnica, na kateri so vinarji drobili grozdje z nogami. Znamenita gruzijska vina jantarne barve so narejena tako, da zmečkano grozdje, kožo in vse skupaj dajo v qvevre in jih pustijo, da naravno fermentirajo, kar traja šest mesecev. Amfore  zatesnijo s svežo glino, nato pa prekrijejo s peskom in kamenjem, tako da pride vlaga. Ko menihi po šestih mesecih (ponavadi spomladi) odprejo qvevre, se je kašasta grozdna usedlina potopila na dno. Vina so zelo taninska, z notami marelice in breskve ter zemeljsko aromo.

## Grobnice
- Ketevan Kahetska (gruzijsko: ქეთევან წამებული, ketevan tsamebuli) (c. 1560 - 13. september 1624) je bila kraljica Kahetija, kraljestva v vzhodni Gruziji. Po dolgotrajnih mučenjih gruzijskih suzerainov Gruzije je bila umorjena v Širazu v Iranu, ker se ni hotela odreči krščanski veri in spreobrniti v islam.
- Teimuraz I. Kahetski (gruzijsko: თეიმურაზ I) (1589–1661), iz rodbine Bagratidov, je bil gruzijski monarh, ki je vladal s posredovanjem kot kralj Kahetija od 1605 do 1648 in tudi Kartlija od 1625 do 1633.